# 貝爾方丹 (密西西比州)
貝爾方丹（英語：Bellefontaine）是位於美國密西西比州韋伯斯特縣的非建制地區。

## 歷史
貝爾方丹的郵局自1871年營運至今。

## 地理
貝爾方丹所處的海拔為高於海平面106米（即348英呎），而該地所採用的時區為UTC-6，即北美中部時區（CST）。同時該地設有夏令時間，為UTC-6調快一小時，即UTC-5（CDT）。